# アッシリアによるエラム攻略戦
アッシリアによるエラム攻略戦（アッシリアによるエラムこうりゃくせん）は、新アッシリア帝国（紀元前911年-紀元前609年）によって行われたペルシア西部のエラムの攻略戦。最終的にエラムは、紀元前639年に再起不能となるほどの破壊を受けた。

## 背景
エラムとアッシリアの紛争は、最初に記録された紀元前721年の紛争以前から長く続いていた。それまでの何世紀もの間、エラムはバビロニアの政治に介入していた。バビロンを自らの勢力圏と見なしたアッシリアとエラムは、必然的に対立関係にあった。紀元前721年、バビロニアはアッシリアに反旗を翻し、エラム軍がそれを支援しようとした。この出来事に続いて、アッシリアとエラムは何度も衝突した。紀元前717年はティグリス川で、紀元前694年はエラム沿岸部への上陸作戦で、紀元前693年のディヤーラ川の戦いとデール（Der）の戦い（これは同じ戦いだった可能性があるとされている）。ほとんどの場合、これらの戦いは出血ばかりが多く、決定的な結果は生まなかった。しかし、アッシリアはほとんどの局面で優位に立っていたと見られる。これは、エラムがメソポタミアの領域内に勢力を拡大できなかったことにより明らかである。
紀元前655年のバビロンへの攻撃が失敗した後、エラムの衰えが明らかになった。スーサ平原で行われたウライの戦いで、アッシリア軍は強力なエラム軍の陣地を攻撃した。エラムは大きな損害を受け、エラム王のテウマン（Teumman）は戦闘中に文字通り首を取られた。別のバビロニアの反乱が発生したことでアッシリア軍はさらなる侵攻を断念して撤退したが、アッシュールバニパルにとってはエラムは優先度の高い攻撃目標のままだった。

## エラム遠征
紀元前648年、エラムの都市スーサは完全に破壊された。これは来たるべき惨事の前兆だった。
紀元前639年、アッシリアはその全陸軍をもって、西方からエラムを破壊した。これは誰も為し得なかった戦果であり、アッシリアの成し遂げた最後の、そして最も輝かしい征服であり、復讐戦だった。

### エラムの崩壊
当時のエラムはアッシリアの攻撃以外にも数々の困難に直面していた。北部国境はペルシア人によって脅かされていた。内乱も起きていた。紀元前639年の遠征は、過去数世紀にわたるエラムによるメソポタミアへの侵攻に対する復讐と位置づけられ、アッシュールバニパルはそれを誇りとし、記録させた。
エラムの破壊は、アッシリアの帝国の終焉にも繋がった。長年の戦争によって、アッシリアの戦争能力もむしばまれていた。エラムが滅んでから34年後、アッシリアもまた、中東の独立した政治主体としての地位を永久に失った。

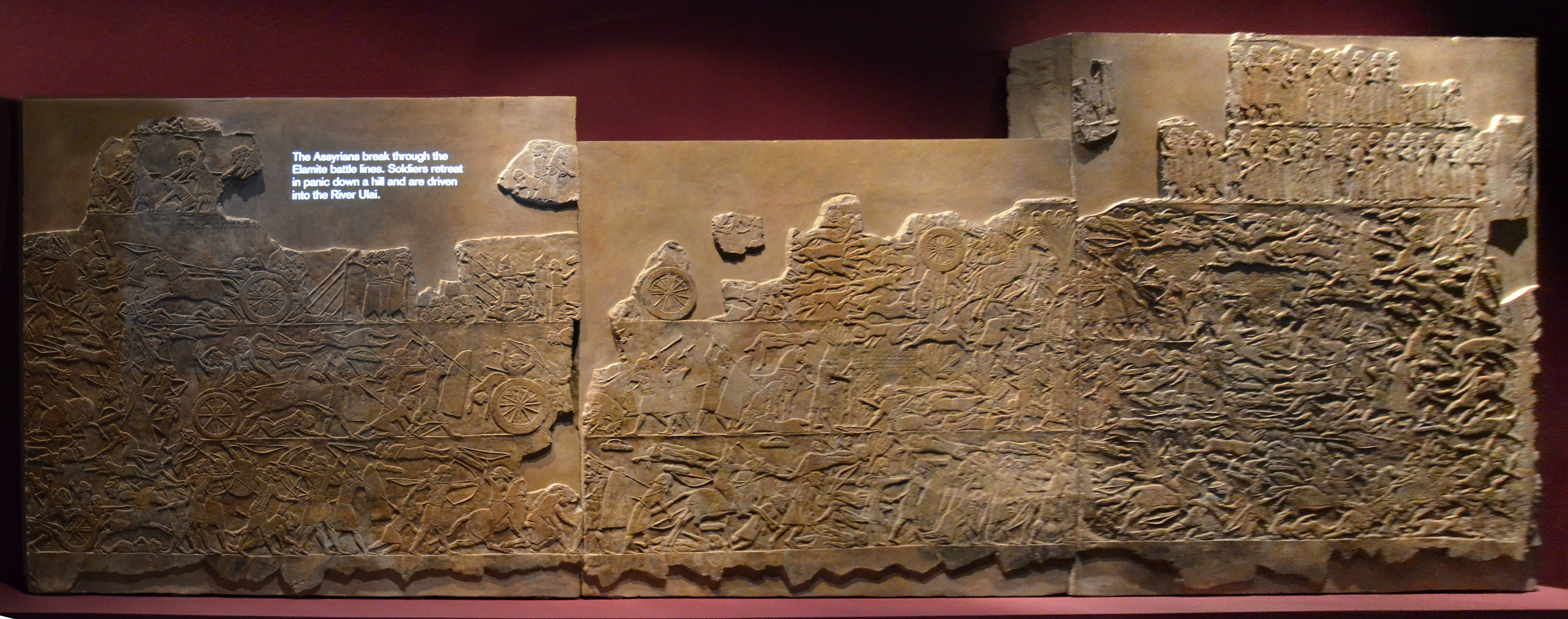
ウライの戦いのレリーフ, 大英博物館所蔵。